# Thijs Ettema

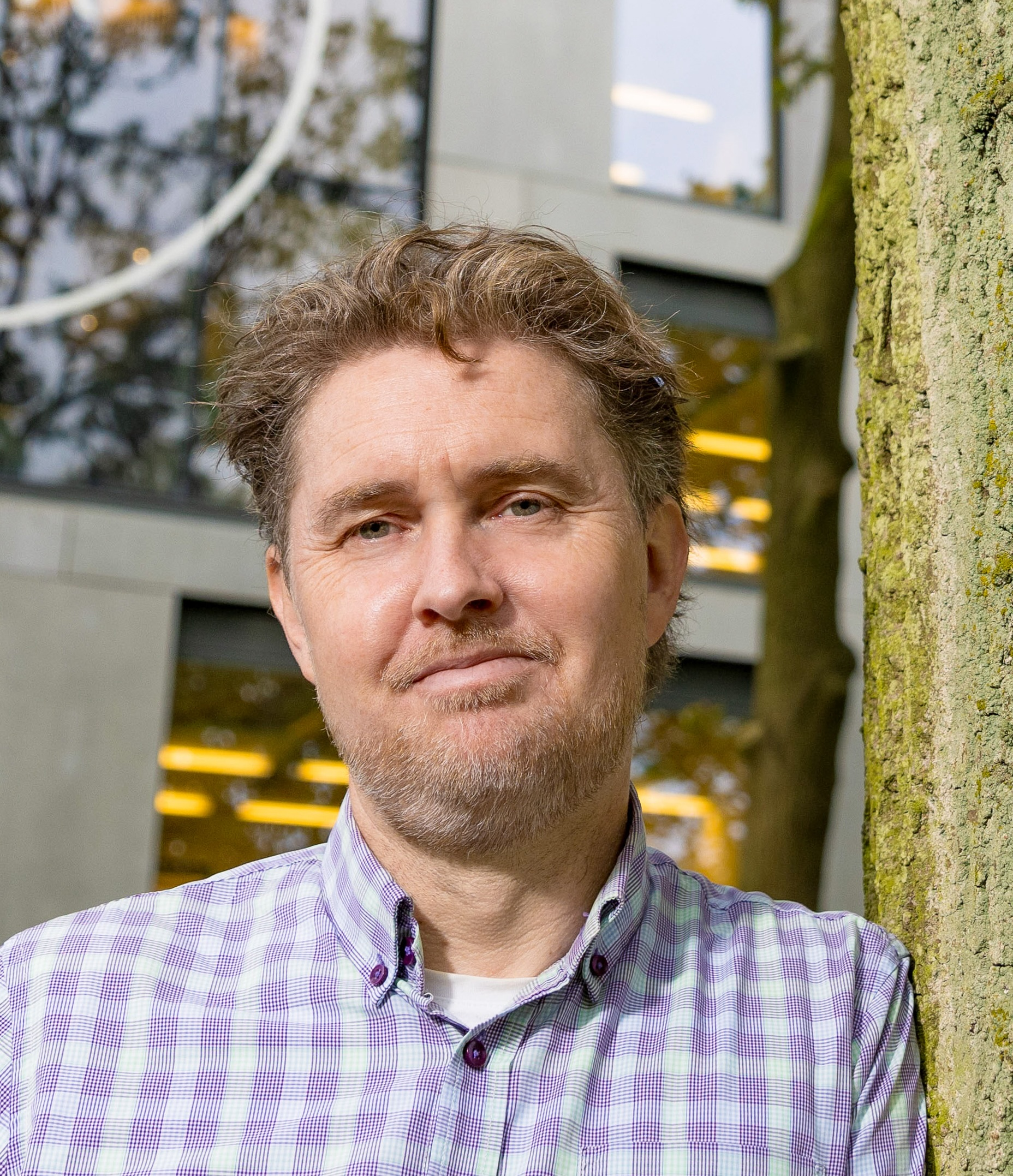
Ettema in 2024

Thijs Ettema (Veghel, 1977) is een Nederlands microbioloog en als hoogleraar microbiologie verbonden aan de Universiteit van Wageningen. Ettema’s onderzoek spitst zich toe op het bestuderen van Archaea en hun rol in het ontstaan van complex leven op Aarde.

## Carrière
Ettema studeerde biologie aan de Universiteit van Wageningen met de specialisatie cel en moleculaire biologie. In 2005 promoveerde hij cum laude aan diezelfde universiteit bij de leerstoel microbiologie met een proefschrift getiteld “Functional and comparative and genomics of the Archaea”. Vervolgens verrichte hij tot 2006 onderzoek aan de Radboud Universiteit waarna hij zijn carrière vervolgde aan de Uppsala Universiteit in Zweden, waar hij ook verbonden was aan het Science for Life Laboratory.
In 2019 is Ettema benoemd tot hoogleraar microbiologie aan Wageningen, waar hij leerstoelhouder is van het laboratorium voor microbiologie. Ettema is ook de grondlegger van het Wageningen Microbioom Centrum.

## Onderzoek
Ettema’s onderzoek richt zich op het in kaart brengen van de microbiële diversiteit en het bestuderen van evolutionaire processen die tot het ontstaan van complexe levensvormen hebben geleid. Een groot deel van zijn werk richt zich op het bestuderen van archaea, een aparte evolutionaire groep micro-organismen naast de bacteriën.
Dankzij zijn onderzoek zijn nieuwe inzichten verkregen over het ontstaan van de eukaryote cel, een cel type waaruit al het complexe levensvormen zoals planten, dieren en schimmels zijn opgebouwd. Een van de bekendste ontdekkingen van Ettema is de Asgard-archaea. Ettema’s werk heeft uitgewezen dat deze archaea een gemeenschappelijke voorouder delen met eukaryote levensvormen, en dat hun genomen genen bevatten die alleen in eukaryoten aanwezig zijn.
Ook deed Ettema onderzoek naar het ontstaan van mitochondriën en naar de rol van (endo)symbiose in het totstandkomen van de eukaryote cel.

## Erkenning
In 2012 ontving Ettema een ERC-startersbeurs ter waarde van 1,8 miljoen euro voor zijn onderzoek naar het ontstaan van de eukaryote-cel. In 2019 ontving Ettema een tweede ERC beurs ter waarde van 2,0 miljoen euro (ERC consolidator grant), alsmede een NWO VICI-beurs ter waarde van 1,5 miljoen euro. In 2023 werd Ettema verkozen tot lid van de Koninklijke Nederlandse Academie van Wetenschappen, waar hij lid is van de sectie Biologie. Datzelfde jaar werd hij ook verkozen tot lid van de Europese Moleculair Biologie Organisatie (EMBO). In 2024 sleepte Ettema een derde ERC-beurs in de wacht, een ERC advanced grant ter waarde van 2,5 miljoen euro.
- Gemeinsame Normdatei: 1278809341
- International Standard Name Identifier: 0000 0003 9683 7210
- NARCIS: PRS1298005
- Nederlandse Thesaurus van Auteursnamen: 290823218
- ORCID: 0000-0002-6898-6377
- Virtual International Authority File: 291819436
- WorldCat: E39PCjwrC3FJr3mJ3QhjhRGwkC